# Жилой дом с воротами (Колывань)
Жилой дом с воротами — памятник архитектуры регионального значения, расположенный в Колывани Новосибирской области. Представляет собой архитектурный комплекс, включающий выполненные из дерева жилой дом и ворота. Построен в конце XIX — начале XX века.

## Описание

### Жилой дом
Дом представляет собой рубленый с остатком пятистенок с прирубом, покрытый четырёхскатной вальмовой крышей.
Небольшие пямоугольные окна на первом этаже обрамлены простыми наличниками и снабжены одностворчатыми ставнями. Оконные проёмы второго этажа имеют более сложные прямоугольные наличники с декором: лобовая доска завершена профилированным карнизиком, а её плоскость украшена накладным растительным орнаментом; поверхность завершённого криволинейным выпилом фартука также декорирована растительными элементами.
Размеры дома в плане — 9,0 × 7,7 м.

### Ворота

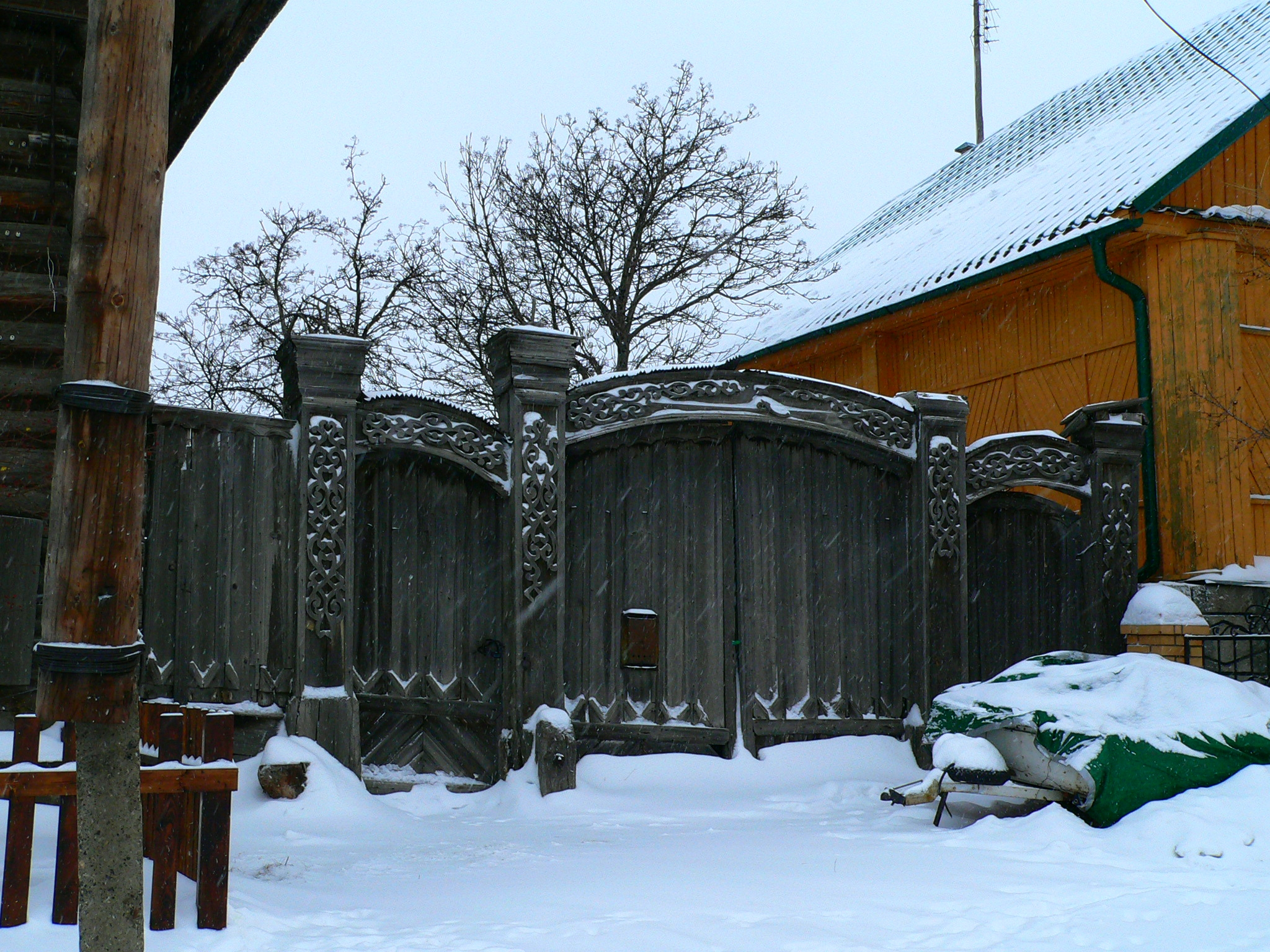
Трёхпролетные ворота архитектурного комплекса

Трёхпролётные ворота выходят на красную линию квартальной застройки. В середине находится пролёт для въезда гужевого транспорта, а по бокам от него — две калитки, причём одна из них, расположенная справа — «глухая».
Створы двухпольных ворот надеты со стороны двора на железные кованые крюки. Вереи ворот — брёвна круглого сечения (диаметр — 58 см), стёсанные с уровня земли до квадратного сечения, а уже с 70 см — до сечения в 35 × 35 см.
Для создания размещённых между столбами перекладин лучкового завершения было использовано мощное бревно, стёсанное до коромыслообразной формы в пролётах.
Профилированный багет обрамляет по углам вереи с поперечинами и тем самым образует филенки от утолщённого цоколя и далее по всей высоте столба, а также во всю длину перекладины. Пространство филёнок занято орнаментом из накладных пропильных элементов, представляющих собой плоские доски на гвоздях.
Возвышающиеся над перекладинами оголовки столбов в форме кубоватых ступенчатых капителей, состоящих из калёванных тесовых плашек, ранее заканчивались округлыми элементами, а верх перекладин был покрыт листовым железом, просечённым по кромке свесов.
Полотна ворот выполнены из тесовых досок и нательников из профилированного бруса. Нижняя часть полотнищ въездного пролёта и входной калитки взяты досками «в косяк», тогда как «цоколь» глухой калитки и ограждений по сторонам от ворот забран двумя рядами широких горизонтальных досок.
В декоре ворот отразились русские и тюркские традиции народной архитектуры Западной Сибири.
Высота ворот достигает 2,83 м, пролёт въезда — 3,0, пролёт калитки — 1,6 м.